# 2-й Белокаменный проезд
Второ́й Белока́менный прое́зд — проезд в Восточном административном округе города Москвы на территории района Богородское. Пролегает в национальном парке «Лосиный Остров», от Лосиноостровской улицы. Домов — нет.

## История
Назван в 1990 году по станции Белокаменная.

## Примечательные места, здания и сооружения

### Здания
Деревянный одноэтажный дом под №12 на огороженном участке. Владелец неизвестен, дом обитаем.

## Транспорт

### Наземный транспорт
Маршруты наземного общественного транспорта по проезду не проходят.

### Железнодорожный транспорт
- Ближайшие ЖД станции к Второй Белокаменный проезд:
  - платформа «Белокаменная» Московского центрального кольца
  - платформа «Яуза»[1]

### Ближайшие станции метро
- Станция метро «Бульвар Рокоссовского»
- Станция метро «Преображенская площадь»
- Станция метро «Сокольники»
- Станция метро «ВДНХ»

### Карты
- Карты Яндекс — Второй Белокаменный проезд
- Google Maps — Второй Белокаменный проезд
- WikiMapia — Второй Белокаменный проезд
- Второй Белокаменный проезд: учреждения и организации.
- Интересные места и события на карте